# Clasificación para el Campeonato Sub-17 de la AFC 1985
La Clasificación para el Campeonato Sub-16 de la AFC 1985 se llevó a cabo entre los meses de agosto y septiembre de 1984 y contó con la participación de 25 selecciones sub-17 de Asia para definir a los 8 clasificados a la fase final del torneo.
El torneo final otorgaba dos plazas directas para la Copa Mundial de Fútbol Sub-16 de 1985 a celebrarse en China.

## Resultados

### Grupo 1

#### Zona A
Todos los partidos se jugaron en Doha, Catar del 14 al 21 de septiembre.
| País          | J                  | G                  | E                  | P                  | GF                 | GC                 | Pts                |
| ------------- | ------------------ | ------------------ | ------------------ | ------------------ | ------------------ | ------------------ | ------------------ |
| Catar         | 3                  | 3                  | 0                  | 0                  | 9                  | 1                  | 6                  |
| Irak          | 3                  | 2                  | 0                  | 1                  | 3                  | 4                  | 4                  |
| Corea del Sur | 3                  | 1                  | 0                  | 2                  | 2                  | 6                  | 2                  |
| Baréin        | 3                  | 0                  | 0                  | 3                  | 1                  | 4                  | 0                  |
| Bangladés     | Abandonó el torneo | Abandonó el torneo | Abandonó el torneo | Abandonó el torneo | Abandonó el torneo | Abandonó el torneo | Abandonó el torneo |
| Hong Kong     | Abandonó el torneo | Abandonó el torneo | Abandonó el torneo | Abandonó el torneo | Abandonó el torneo | Abandonó el torneo | Abandonó el torneo |
| Sri Lanka     | Abandonó el torneo | Abandonó el torneo | Abandonó el torneo | Abandonó el torneo | Abandonó el torneo | Abandonó el torneo | Abandonó el torneo |

| Equipo 1      | Resultado | Equipo 2      |
| ------------- | --------- | ------------- |
| Catar         | 3-0       | Irak          |
| Corea del Sur | 1-0       | Baréin        |
| Baréin        | 0-1       | Catar         |
| Irak          | 1-0       | Corea del Sur |
| Baréin        | 1-2       | Irak          |
| Catar         | 5-1       | Corea del Sur |

#### Zona B
Todos los partidos se jugaron en Riad, Arabia Saudita del 14 al 19 de septiembre.
| País           | J                  | G                  | E                  | P                  | GF                 | GC                 | Pts                |
| -------------- | ------------------ | ------------------ | ------------------ | ------------------ | ------------------ | ------------------ | ------------------ |
| Yemen del Sur  | 3                  | 2                  | 1                  | 0                  | 5                  | 3                  | 5                  |
| Arabia Saudita | 3                  | 1                  | 2                  | 0                  | 3                  | 2                  | 4                  |
| UAE            | 3                  | 1                  | 1                  | 1                  | 9                  | 5                  | 3                  |
| Siria          | 3                  | 0                  | 1                  | 2                  | 3                  | 10                 | 1                  |
| Indonesia      | Abandonó el torneo | Abandonó el torneo | Abandonó el torneo | Abandonó el torneo | Abandonó el torneo | Abandonó el torneo | Abandonó el torneo |
| Omán           | Abandonó el torneo | Abandonó el torneo | Abandonó el torneo | Abandonó el torneo | Abandonó el torneo | Abandonó el torneo | Abandonó el torneo |

| Equipo 1       | Resultado | Equipo 2       |
| -------------- | --------- | -------------- |
| Arabia Saudita | 2-1       | UAE            |
| Yemen del Sur  | 3-1       | Siria          |
| Arabia Saudita | 0-0       | Yemen del Sur  |
| UAE            | 6-1       | Siria          |
| Siria          | 1-1       | Arabia Saudita |
| Yemen del Sur  | 2-2       | UAE            |

### Grupo 2

#### Zona A
Todos los partidos se jugaron en Bangkok, Tailandia del 20 al 30 de agosto.
| País            | J | G | E | P | GF | GC | Pts |
| --------------- | - | - | - | - | -- | -- | --- |
| Kuwait          | 4 | 3 | 0 | 1 | 24 | 1  | 6   |
| China           | 4 | 3 | 0 | 1 | 15 | 4  | 6   |
| Yemen del Norte | 4 | 2 | 1 | 1 | 20 | 3  | 5   |
| India           | 4 | 1 | 1 | 2 | 15 | 5  | 3   |
| Macao           | 4 | 0 | 0 | 4 | 0  | 61 | 0   |

| Equipo 1        | Resultado | Equipo 2        |
| --------------- | --------- | --------------- |
| China           | 2-1       | India           |
| Macao           | 0-16      | Yemen del Norte |
| India           | 0-2       | Kuwait          |
| Macao           | 0-11      | China           |
| Yemen del Norte | 1-1       | India           |
| Kuwait          | 21-0      | Macao           |
| Yemen del Norte | 3-1       | China           |
| India           | 13-0      | Macao           |
| Kuwait          | 1-0       | Yemen del Norte |
| China           | 1-0       | Kuwait          |

#### Zona B
Todos los partidos se jugaron en Bangkok, Tailandia del 20 al 30 de agosto.
| País      | J                  | G                  | E                  | P                  | GF                 | GC                 | Pts                |
| --------- | ------------------ | ------------------ | ------------------ | ------------------ | ------------------ | ------------------ | ------------------ |
| Tailandia | 4                  | 4                  | 0                  | 0                  | 19                 | 0                  | 8                  |
| Japón     | 4                  | 2                  | 1                  | 1                  | 8                  | 6                  | 5                  |
| Nepal     | 4                  | 2                  | 1                  | 1                  | 5                  | 7                  | 5                  |
| Filipinas | 4                  | 1                  | 0                  | 3                  | 3                  | 10                 | 2                  |
| Singapur  | 4                  | 0                  | 0                  | 4                  | 0                  | 12                 | 0                  |
| Irán      | Abandonó el torneo | Abandonó el torneo | Abandonó el torneo | Abandonó el torneo | Abandonó el torneo | Abandonó el torneo | Abandonó el torneo |
| Malasia   | Abandonó el torneo | Abandonó el torneo | Abandonó el torneo | Abandonó el torneo | Abandonó el torneo | Abandonó el torneo | Abandonó el torneo |

| Equipo 1  | Resultado | Equipo 2  |
| --------- | --------- | --------- |
| Singapur  | 0-5       | Tailandia |
| Nepal     | 2-0       | Filipinas |
| Japón     | 4-0       | Singapur  |
| Filipinas | 0-6       | Tailandia |
| Nepal     | 1-0       | Singapur  |
| Japón     | 2-1       | Filipinas |
| Tailandia | 5-0       | Nepal     |
| Filipinas | 2-0       | Singapur  |
| Japón     | 2-2       | Nepal     |
| Tailandia | 3-0       | Japón     |

## Clasificados
| - Arabia Saudita - China - Irak - Japón | - Kuwait - Catar - Tailandia - Yemen del Sur |

| Predecesor: - | Clasificación AFC U-16 1985 | Sucesor: 1992 |